# Ataulf
Ataulf (svensk namnform Adolf), visigotisk kung 410-415, svåger och efterträdare till Alarik I.

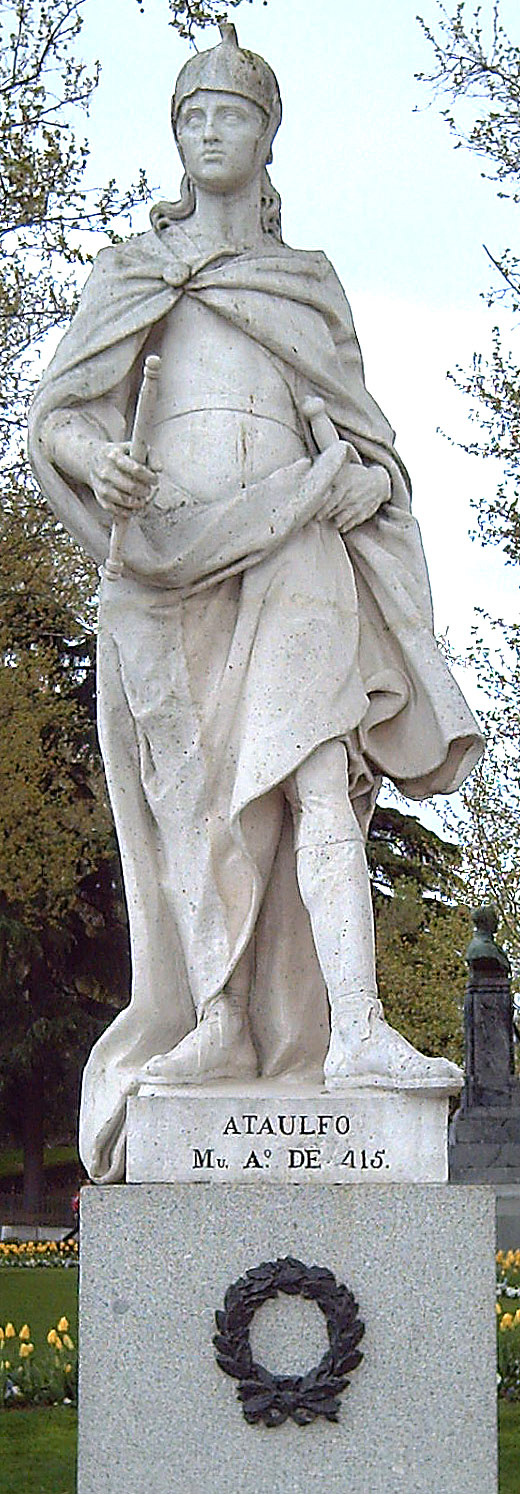
Staty av Ataulf i the Plaza de Oriente i Madrid.

Ataulf undsatte 409 kung Alarik med en hjälparmé av pannoniska hunner och goter. Han valdes till Alariks efterträdare då denne avled kort efter att ha intagit Rom. Galla Placidia, som bortförts av goterna när Rom intogs, blev ett par år senare Ataulfs hustru. De två förefaller ha stått varandra nära redan under tiden Alarik levde.
412 ingrep Ataulf i den romerska politiken och erbjöd usurpatorn Jovinus sitt stöd men bytte snart sida till hans motståndare kejsar Honorius (bror till Galla Placidia), och besegrade Jovinus.
När Honorius krävde Galla Placidias utlämnande (så att hon kunde giftas med fältherren Constantius) samtidigt som spannmålsleveranser från Ataulf till kejsaren uteblev, kom det till en brytning. Ataulf drog sig undan, och intog 413 Narbonne där följande år bröllop firades mellan honom och Galla Placidia.
Constantius avskar Narbonne och tvingade Ataulf att retirera till Spanien där han residerade i Barcino (nuvarande Barcelona) till sin död 415.
Ataulf mördades 415 av en slav eller tjänare till en gotisk ädling som Ataulf låtit döda. Bland hans sista önskningar var att hustrun Galla Placidia skulle återbördas till Rom, en önskning som efterträdaren Sigerik efterkom.
Ataulf och Galla Placidia fick en son som dog i späd ålder.